# Le Puiset-Doré
Le Puiset-Doré ([lə pɥiˈzɛ dɔˈʁe] ⓘ) ist eine Ortschaft und ehemalige französische Gemeinde mit 1159 Einwohnern (Stand: 1. Januar 2022) im Département Maine-et-Loire in der Region Pays de la Loire. Sie gehörte zum Arrondissement Cholet. Die Einwohner werden Puiset-Doréens und Puiset-Doréennes genannt.
Der Erlass des Präfekten vom 5. Oktober 2015 legte mit Wirkung zum 15. Dezember 2015 die Eingliederung von Le Puiset-Doré als Commune déléguée zusammen mit den früheren Gemeinden Montrevault, Chaudron-en-Mauges, La Boissière-sur-Èvre, La Chaussaire, La Salle-et-Chapelle-Aubry, Le Fief-Sauvin, Le Fuilet, Saint-Pierre-Montlimart. Saint-Quentin-en-Mauges und Saint-Rémy-en-Mauges zur Commune nouvelle Montrevault-sur-Èvre fest.

## Geografie

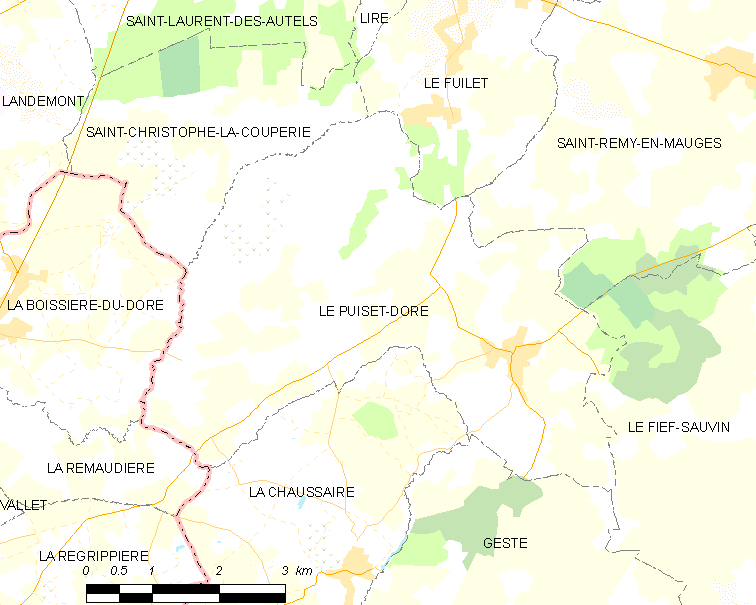
Karte von Le Puiset-Doré

Le Puiset-Doré liegt etwa 50 Kilometer südwestlich von Angers, etwa 26 Kilometer nordwestlich von Cholet und etwa 33 Kilometer östlich von Nantes an der Grenze zum benachbarten Département Loire-Atlantique. Der Ort befindet sich in der Région naturelle der Mauges, Teil der historischen Provinz des Anjou.
Aus geologischer Sicht befindet sich das Ortsareal auf metamorphem Gestein aus dem unteren Silur. Le Puiset-Doré erstreckt sich neben verstreuten Weilern und Einzelsiedlungen über zwei Dörfern. Le Puiset ist hierbei der Verwaltungssitz, Le Doré befindet sich etwa fünf Kilometer (Luftlinie) in westlicher Richtung.
Der Ort befindet sich im Einzugsgebiet der Loire und wird entwässert vom Ruisseau de la Mocraisière, der ihn im Nordosten begrenzt, von den zeitweise trockenfallenden Ruisseau de Verret und Ruisseau de la Hardière, vom Ruisseau du Lac Roger, der ihn im Südwesten begrenzt, sowie von weiteren kleineren Fließgewässern.
Das Ortsgebiet von Le Puiset-Doré zeigt eine hügelige Landschaft an den südöstlichen Ausläufern des Armorikanischen Massivs mit Tälern der Fließgewässer als markante Einschnitte. Es besitzt im Osten einen kleinen Anteil am ausgedehnten Wald Forêt de Leppo. Die maximale Erhebung beträgt 109 m. Das Ortszentrum in Le Puiset liegt auf etwa 92 m, der niedrigste Punkt wird mit 68 m Höhe im äußersten Südwesten beim Zusammenfluss des Ruisseau de la Mocraisière und des Ruisseau du Lac Roger aus dem Ortsgebiet gemessen.
Umgeben wird Le Puiset-Doré von vier Nachbargemeinden und vier Communes déléguées von Montrevault-sur-Èvre:
| Orée d’Anjou                            | Le Fuilet (Montrevault-sur-Èvre)                         | Saint-Rémy-en-Mauges (Montrevault-sur-Èvre) |
| La Boissière-du-Doré (Loire-Atlantique) | Kompassrose, die auf Nachbargemeinden zeigt              | Le Fief-Sauvin (Montrevault-sur-Èvre)       |
| La Remaudière (Loire-Atlantique)        | La Chaussaire (Montrevault-sur-Èvre) Beaupréau-en-Mauges |                                             |

## Geschichte
Frühere Formen des Ortsnamens von Le Puiset waren: Puziacum, Capella Puziatum (1052–1082), Puterlus (1614).
Als Zeugen der Urgeschichte sind ein Randleistenbeil, ein Absatzbeil und ein Wetzstein auf dem Ortsgebiet gefunden worden. Im Weiler La Motte wurde Schlacke entdeckt, die bei Abbau von eisenerzhaltigen Mineralien entstand.
Die Pfarrgemeinde hatte den Seigneur von Grand-Montrevault als Lehnsherr, 1789 der Graf von Contades. Sie gehörte zum Dekanat der Mauges, zur Élection und Présidial von Angers. Die Bewohner schlossen sich dem Aufstand der Vendée, dem Kampf der royalistisch-katholisch gesinnten Landbevölkerung gegen Repräsentanten und Truppen der Ersten Französischen Republik an. Ab dem 12. März 1793 begaben sie sich nach Saint-Florent-le-Vieil, um sich der Auslosung zu widersetzen, und schlossen sich der großen katholischen Armee an. Die Niederschlagung folgte ein Jahr später, als im Februar und März 1794 Höllenkolonnen mehrere Dorfbewohner ermordeten.
Le Doré wurde 1032 in der Form Doratum erstmals erwähnt. Gegen 1070–1083 wurde die Hälfte der Kirche von Gautier de France gestiftet, ein weltlicher Seigneur, der sich den Rang zweifellos von Dabert, dem Abt der Abtei Saint-Serge in Angers, widerrechtlich angeeignet hatte. In der Folgezeit wurde die Pfarrgemeinde mit der von Le Puiset zusammengelegt. In Le Doré gab es nur eine Kapelle, die Kirche wurde 1826 als Filialkirche errichtet.

## Bevölkerungsentwicklung
| Le Puiset-Doré: Einwohnerzahlen von 1793 bis 2020                                                                          | Le Puiset-Doré: Einwohnerzahlen von 1793 bis 2020 | Le Puiset-Doré: Einwohnerzahlen von 1793 bis 2020 | Le Puiset-Doré: Einwohnerzahlen von 1793 bis 2020 | Le Puiset-Doré: Einwohnerzahlen von 1793 bis 2020 |
| --- | ------------------------------------------------- | ------------------------------------------------- | ------------------------------------------------- | ------------------------------------------------- |
| Jahr |                                                   |                                                   |                                                   | Einwohner                                         |
| 1793 | 1793                                              |                                                   | 1.238                                             | 1.238                                             |
| 1800 | 1800                                              |                                                   | 1.104                                             | 1.104                                             |
| 1806 | 1806                                              |                                                   | 991                                               | 991                                               |
| 1821 | 1821                                              |                                                   | 1.238                                             | 1.238                                             |
| 1831 | 1831                                              |                                                   | 1.227                                             | 1.227                                             |
| 1836 | 1836                                              |                                                   | 1.259                                             | 1.259                                             |
| 1841 | 1841                                              |                                                   | 1.268                                             | 1.268                                             |
| 1846 | 1846                                              |                                                   | 1.315                                             | 1.315                                             |
| 1851 | 1851                                              |                                                   | 1.368                                             | 1.368                                             |
| 1856 | 1856                                              |                                                   | 1.389                                             | 1.389                                             |
| 1861 | 1861                                              |                                                   | 1.350                                             | 1.350                                             |
| 1866 | 1866                                              |                                                   | 1.390                                             | 1.390                                             |
| 1872 | 1872                                              |                                                   | 1.369                                             | 1.369                                             |
| 1876 | 1876                                              |                                                   | 1.383                                             | 1.383                                             |
| 1881 | 1881                                              |                                                   | 1.312                                             | 1.312                                             |
| 1886 | 1886                                              |                                                   | 1.370                                             | 1.370                                             |
| 1891 | 1891                                              |                                                   | 1.374                                             | 1.374                                             |
| 1896 | 1896                                              |                                                   | 1.287                                             | 1.287                                             |
| 1901 | 1901                                              |                                                   | 1.247                                             | 1.247                                             |
| 1906 | 1906                                              |                                                   | 1.254                                             | 1.254                                             |
| 1911 | 1911                                              |                                                   | 1.239                                             | 1.239                                             |
| 1921 | 1921                                              |                                                   | 1.073                                             | 1.073                                             |
| 1926 | 1926                                              |                                                   | 1.059                                             | 1.059                                             |
| 1931 | 1931                                              |                                                   | 1.098                                             | 1.098                                             |
| 1936 | 1936                                              |                                                   | 1.042                                             | 1.042                                             |
| 1946 | 1946                                              |                                                   | 1.002                                             | 1.002                                             |
| 1954 | 1954                                              |                                                   | 1.012                                             | 1.012                                             |
| 1962 | 1962                                              |                                                   | 1.001                                             | 1.001                                             |
| 1968 | 1968                                              |                                                   | 977                                               | 977                                               |
| 1975 | 1975                                              |                                                   | 955                                               | 955                                               |
| 1982 | 1982                                              |                                                   | 969                                               | 969                                               |
| 1990 | 1990                                              |                                                   | 968                                               | 968                                               |
| 1999 | 1999                                              |                                                   | 928                                               | 928                                               |
| 2006 | 2006                                              |                                                   | 1.053                                             | 1.053                                             |
| 2013 | 2013                                              |                                                   | 1.182                                             | 1.182                                             |
| 2020 | 2020                                              |                                                   | 1.170                                             | 1.170                                             |
| Quelle(n): EHESS/Cassini bis 1999, INSEE ab 2006 Anmerkung(en): Ab 1962 offizielle Zahlen ohne Einwohner mit Zweitwohnsitz |                                                   |                                                   |                                                   |                                                   |

## Sehenswürdigkeiten
- Kirche Saint-Christophe, Neubau im neogotischen Stil aus dem Jahre 1875 in Le Puiset
- Kirche Saint-Martin-de-Tours in Le Doré von 1830
- Schloss Le Doré aus dem 18. Jahrhundert

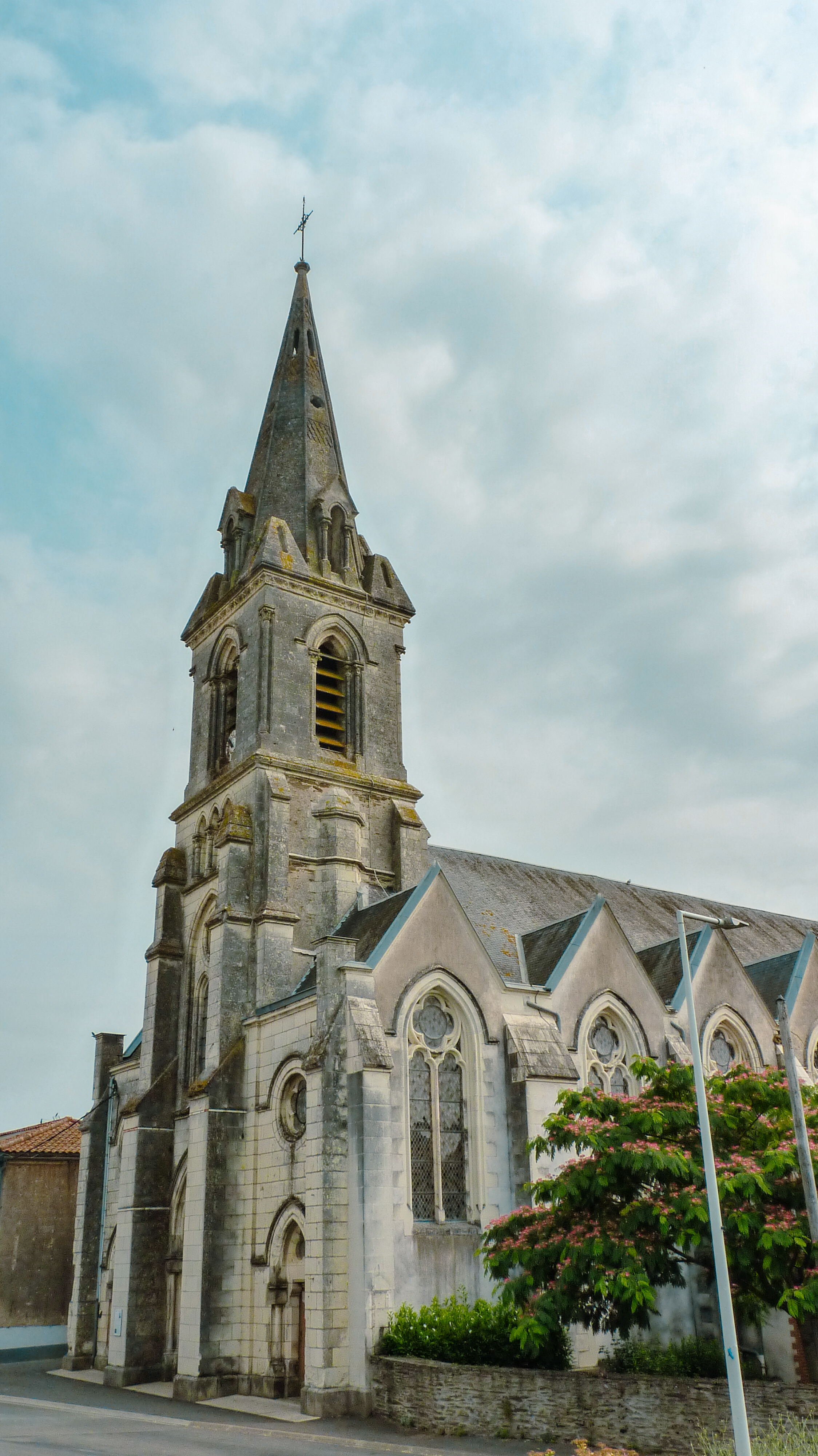
Kirche Saint-Christophe – Außenansicht
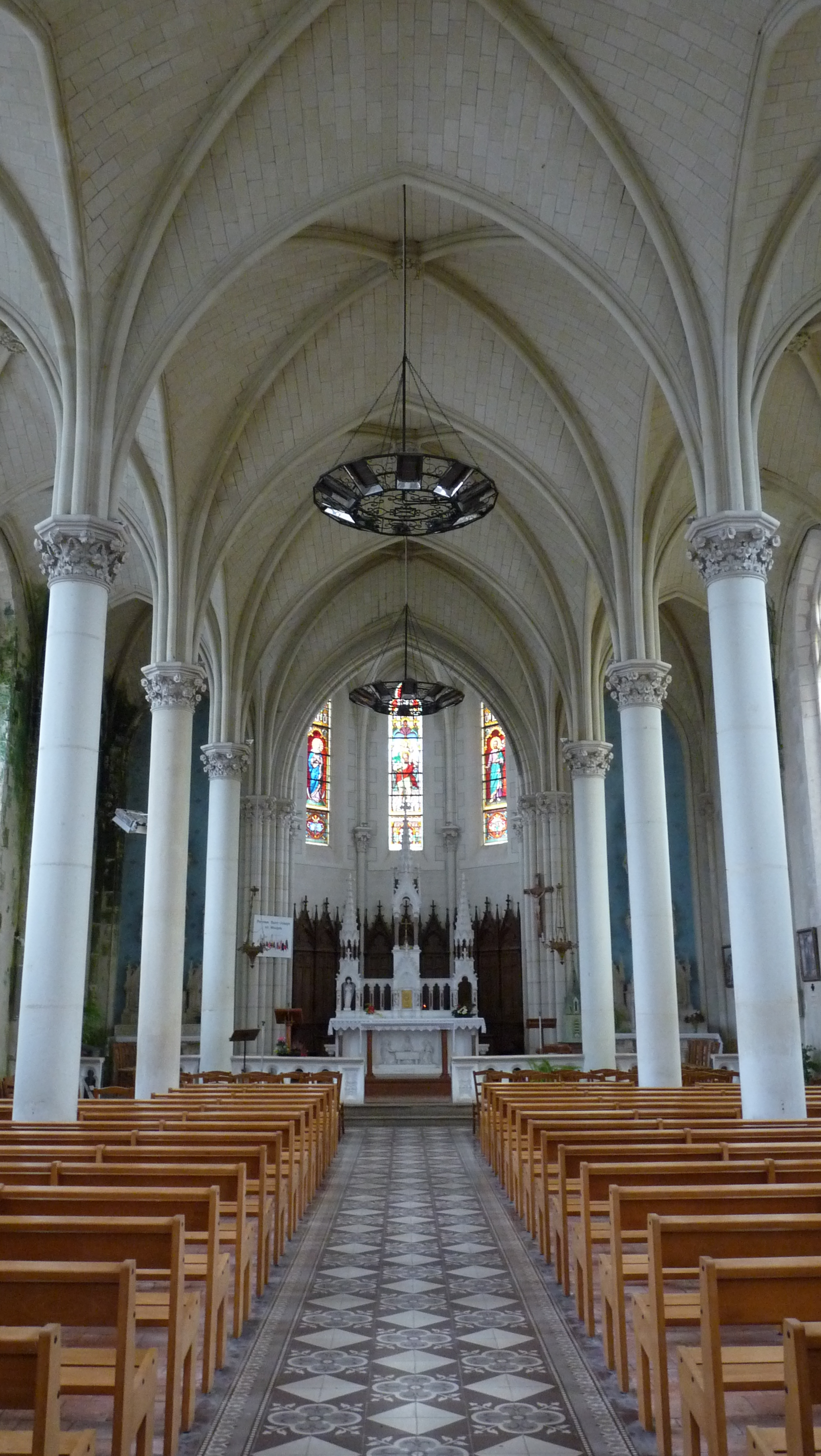
Kirche Saint-Christophe – Innenraum
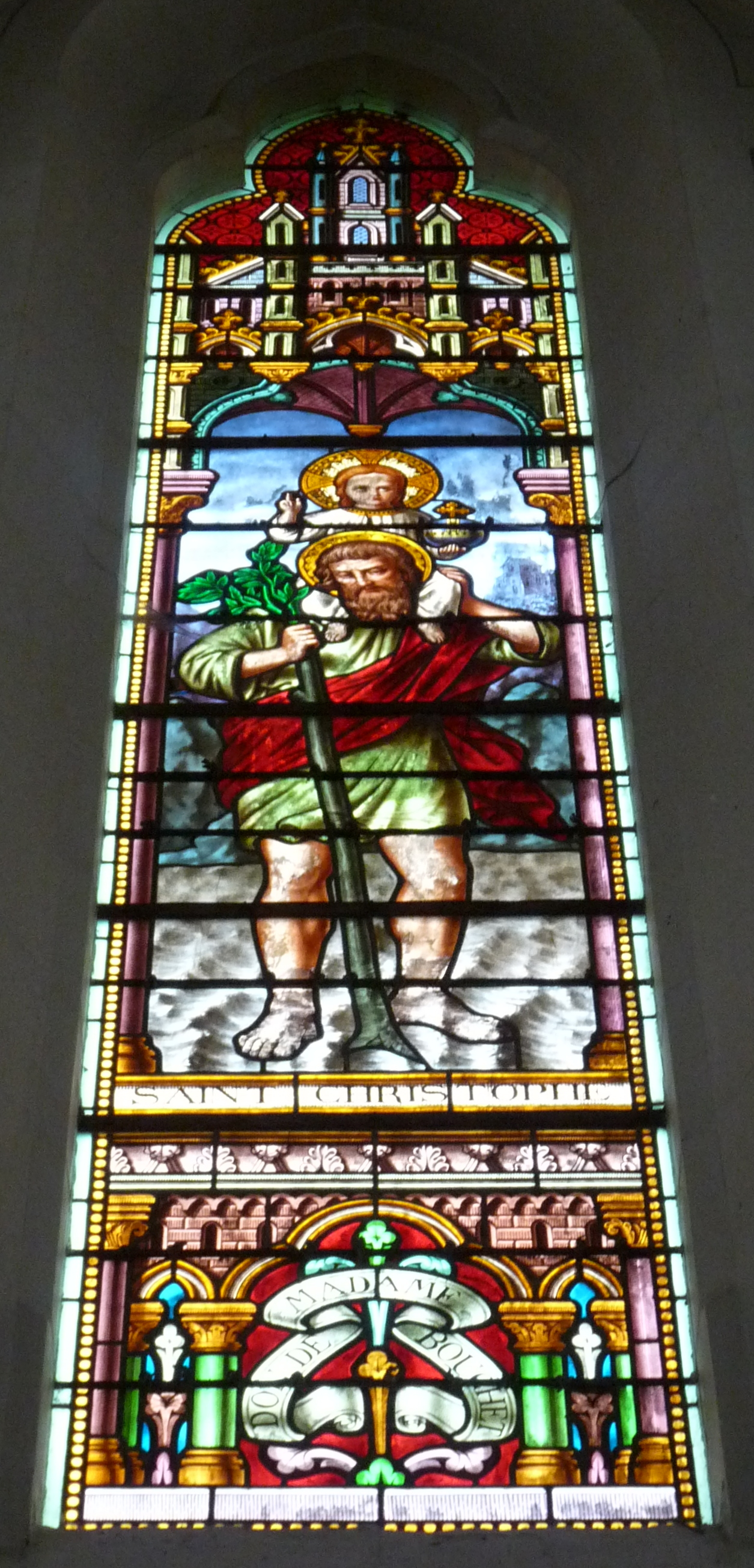
Kirche Saint-Christophe – Bleiglasfenster
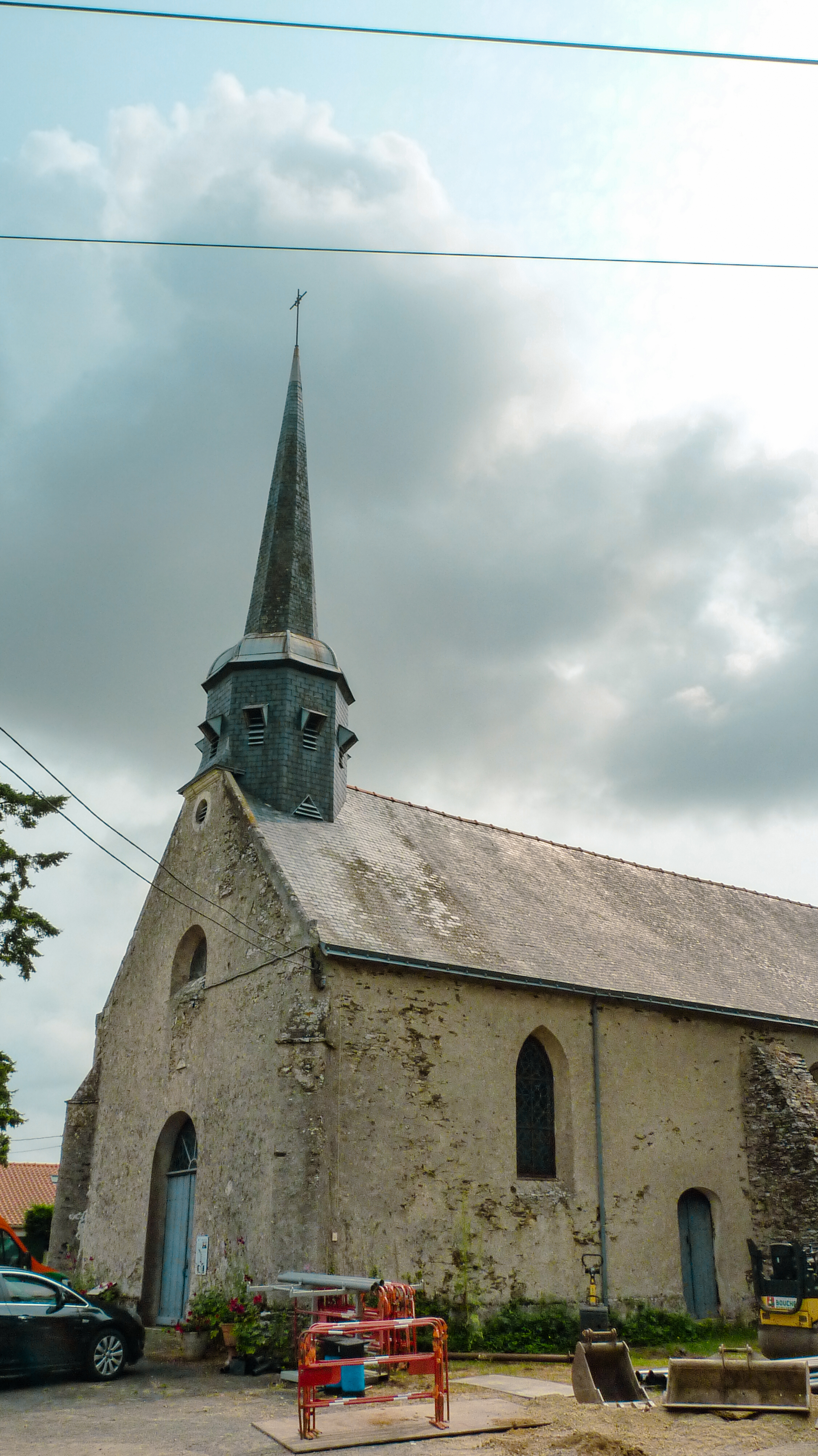
Kirche Saint-Martin